# Pedro Vázquez Villalobos
Pedro Vázquez Villalobos (Huiscuilco, 16 de septiembre de 1950) es un eclesiástico católico mexicano. 
Ordenado sacerdote en 1979, desde 2018 es el arzobispo de Antequera (Oaxaca).

## Biografía
Nació en la localidad mexicana de Huisquilco, municipio de Yahualica,  Estado de Jalisco, el día 16 de septiembre de 1950. Ingresó en el seminario, donde realizó su formación eclesiástica.

### Sacerdocio
El 15 de abril de 1979 fue ordenado sacerdote para la Diócesis de San Juan de los Lagos, por el entonces obispo Francisco Javier Nuño y Guerrero.
Tras su ordenación, inició su ministerio como vicario parroquial en el templo San Diego de Alejandría, fue suplente de párroco en la Catedral del Señor de Tabasco y vicario en San Miguel Arcángel de Yahualica de González Gallo. A partir de 1990 fue párroco de San Agustín de Tototlán y en 1996 lo fue en Santa María de Guadalupe de Arandas. Luego fue durante seis años, decano de Arandas, miembro del Consejo Diocesano de Pastoral y, entre 2003 y 2011, coordinó la fraterna asistencia y seguro social para los sacerdotes diocesanos.

### Episcopado
El 31 de octubre de 2012, el papa Benedicto XVI le nombró obispo de Puerto Escondido. Fue consagrado el 30 de enero de 2013, a manos del cardenal Juan Sandoval Íñiguez.
El 10 de febrero de 2018, el papa  Francisco lo nombró arzobispo de Antequera.